# مايكل أورين
مايكل أورين (بالإنجليزية: Michael Oren) (ولد عام 1955) مؤرخ وكاتب إسرائيلي، وسفير إسرائيل في الولايات المتحدة منذ 20 يوليو 2009.
نشر العديد من الكتب والمقالات حول تاريخ الشرق الأوسط. من أشهر كتبه وأكثرها مبيعا كتاب " ستة أيام من الحرب.. حزيران 1967 والشرق الأوسط الجديد"، والذي حاز جائزة أفضل كتاب تاريخي في العام من اللوس أنجيلوس تايمز.

## وصلات خارجية
http://www.aljazeera.net/NR/exeres/0D037856-28B1-48DB-BBDF-876B4BB864D5.htm
إسرائيل تدعو لسقوط الأسد في تحول علني بسياستها